# Phytomyptera lacteipennis
Phytomyptera lacteipennis är en tvåvingeart som först beskrevs av Villeneuve 1934.  Phytomyptera lacteipennis ingår i släktet Phytomyptera och familjen parasitflugor. Inga underarter finns listade i Catalogue of Life.